# Национални конвент
Национални (Народни) Конвент (фр. Convention nationale) био је уставотворни и законодавни орган Прве француске републике од 10. августа 1792. до 26. октобра 1795. године. Током првих година (до формирања Комитета) Конвент је имао и извршну власт.

## Увод
Француска војска била је подељена на присталице републике и монархије. Већ на почетку Француских револуционарних ратова долази до дезертирања и преласка у противнички табор. Због тога је француска војска била слаба и трпела поразе на свим фронтивима. Монархисти су већ славили гушење револуције. Преокрет је уследио након интервенције Маре и Робеспјера који су се ставили на чело народа и образовали тајни директоријум. Земља је била свесна да је за победу револуције потребно збацити монархију. Дана 9. августа представници 48 париских секција образовали су револуционарну Париску комуну. Ноћу између 9. и 10. августа почело је звонити за узбуну, а 10. августа народне масе су пошле ка двору краља Луја. Краљевска породица пребегла је у Законодавну скупштину да од ње тражи заштите. Она је привремено одузела власт краљу. Комуна је наређивала да се краљ ухапси. Краљ Луј и краљица Антоанета затворени су у тамницу Темпл. Тако је 10. августа 1792. године народ у Француској збацио монархију.

## Настанак
У другој половини августа су започели избори за Народни конвент. По први пут у историји Француске, народне масе постали су бирачи. Од фејанаца нико није ушао у конвент. У унурашњости су изабрани жирондинци, а санкилоти су послали јакобинце. За Конвент је било изабрано свега 750 посланика. Дана 20. септембра Конвент је отпочео са радом. Истог дана Французи су извојевали велику победу над Пруском у бици код Валмија. Посланици су се убрзо поделили у три партије: Планину, Жиронду и Равницу (Баруштину). Представници Планине били су Робеспјер, Мара, Сен-Жист и сл. Најбројнији су били посланици Баруштине. Жирондинаца је било 165, Јакобинаца око стотину, а чланова Баруштине око 500 посланика. Конвент је на првом заседању прогласио укидање монархије и прогласио Француску републику.

## Историја
Конвент је 1793. и 1794. године била најмоћнија влада у Европи. Након револуције од 31. маја до 2. јуна 1793. године, извршна власт припала је Комитету Јавног спаса и Комитету Јавне безбедности које је Конвент непосредно контролисао. На врхунцу је био током Јакобинске дикатуре. Термидорска реакција и збацивање Јакобинаца са власти није у потпуности укинуло Конвент. Он је постојао још петнаест месеци. Свој рад, Конвент је прекинуо 26. октобра 1795. године. На последњој седници председник је изјавио:
" Народни Конвент објављује да је његова мисија завршена и да је његово заседање закључено".
Са историјске позорнице није сишао Конвент који је у доба Јакобинске диктатуре уздрмао престоле и подигао народ на борбу, већ термидорски Конвент, Конвент "нових богаташа". Он је неприметно ишчезао из политичког живота Француске.

## Избори
Индиректни избори одржани су од 2. до 10. септембра 1792. након селекције изборних колегијума у примарним скупштинама 26. августа. Упркос увођењу општег права гласа за мушкарце, излазност је била ниска, мада су избори забележили пораст у односу на изборе 1791. године. Године 1792, учешће на изборима било је 11,9% са знатно повећаном величином бирачког тела, у поређењу са 10,2% знатно мањег бирачког тело 1791. Мали одзив је делимично био последица страха од виктимизације; у Паризу је Робеспјер председавао изборима и, у договору са радикалном штампом, успео да искључи сваког кандидата који је био ројалистички симпатизер. У читавој Француској само једанаест примарних скупштина желело је да задржи монархију. Све изборне скупштине су прећутно гласале за „републику”, иако је само Париз користио ту реч. Избори су вратили исти тип људи које су активни грађани изабрали 1791.
Конвенција је 20. септембра одржала своју прву седницу у „дворани Сон-Свис”, а следећег дана се прешло у дворану Манеж, која је имала мало места за јавност и лошу акустику. Од 10. маја 1793 састанци су одржавани у дворани Машин, огромној сали у којој су посланици били расути. Дворана Машин је имала галерије за јавност која је често утицала на дебате прекидима или аплаузом. 
Чланови Конвенције су потицали из свих слојева друштва, мада су најбројнији били адвокати. У Народној уставотворној скупштини било је 75 посланика, а у Законодавној скупштини 183. Пун број посланика био је 749, не рачунајући 33 из француских колонија, од којих су само неки на време приспели у Париз. Томас Пејн и Анахарсис Клут су у Конвент именовали жирондинци. Осим њих, међутим, новоформираним департманима припојеним Француској од 1782. до 1789. било је дозвољено да шаљу представнике.
Према сопственој одлуци, Конвент је бирао свог председника сваке две недеље, и одлазећи председник је имао право на поновни избор након протека од две недеље. Уобичајено, седнице су се одржавале ујутру, мада су се и вечерње сесије често дешавале, често до касно у ноћ. Понекад се у изузетним околностима Конвент изјашњавао на сталном заседању и заседало се по неколико дана без прекида. Законодавни, као и административни, Конвент су користили одборе, са овлашћењима која су мање или више широко проширена и регулисана узастопним законима. Најпознатији од ових одбора били су Комитет јавног спаса и Комитет јавне безбедности.